# Landgericht Heydekrug
Das Landgericht Heydekrug war bis 1849 ein preußisches Land- und Stadtgericht mit Sitz in Heydekrug.

## Geschichte
In Heydekrug sowie in Russ bestanden die Justizämter Heydekrug und Russ. Mit Kabinetts-Ordre vom 22. August 1838 wurden diese aufgehoben und ein Landgericht Heydekrug mit einer Gerichtskommission Russ gebildet. Es war ein Gericht 1. Klasse im Sprengel des Oberlandesgerichts Insterburg.
Sein Gerichtsbezirk umfasste die Kirchspiele Rinten und Werden und die Kirchspielsanteile Russ und Schakuhnen mit 21.119 Gerichtseingesessenen. Am Gericht waren ein Direktor, drei Richter und zehn weitere Mitarbeiter beschäftigt.
Nach der Märzrevolution wurden 1849 einheitlich Kreisgerichte gebildet. In Heydekrug entstand das Kreisgericht Heydekrug mit einer Gerichtskommission Russ.